# لويد هادون
لويد هادون هو لاعب هوكي الجليد كندي، ولد في 10 أغسطس 1938 في سارنيا في كندا.

## وصلات خارجية
- لويد هادون على موقع دوري الهوكي الوطني (الإنجليزية)
- لويد هادون على موقع EliteProspects.com (الإنجليزية)
- لويد هادون على موقع HockeyDB.com (الإنجليزية)
- لويد هادون على موقع Hockey-Reference.com (الإنجليزية)